# كاثلين ماكديرموت
كاثلين ماكديرموت (بالإنجليزية: Kathleen McDermott)‏ هي ممثلة بريطانية، ولدت في 21 مايو 1977 بغلاسكو في المملكة المتحدة.

## وصلات خارجية
- كاثلين ماكديرموت على موقع IMDb (الإنجليزية)
- كاثلين ماكديرموت على موقع قاعدة بيانات الفيلم (الإنجليزية)